# Modern String Quartet
Das Modern String Quartet (MSQ) ist ein Münchener Streichquartett, das Klassik und Jazzverwandtes spielt.

## Allgemeines
Das Quartett hatte seinen Ursprung in einem Engagement für eine freie Improvisation zu einem Lichtbildervortrag.
Das Quartett hat weltweit über tausend Konzerte gegeben und sich auf der Jazzwoche Burghausen, beim Jazz Festival Viersen, den Berliner Festspielen und weiteren Festivals in Tel Aviv, Nancy oder Belgrad präsentiert. Es hat zahlreiche CDs eingespielt und mit vielen Musikern zusammengearbeitet, so 1988 mit Konstantin Wecker, Mercedes Sosa und Joan Baez oder 2011 mit dem Tied & Tickled Trio/Billy Hart.
Die Musik wird selbst komponiert oder arrangiert. Improvisation ist Bestandteil jeder Aufführung.

## CDs (Auswahl)
- Pictures at an Exhibition framed in Jazz (2024)
- The Rite of Swing (2019)
- Das Wohltemperierte Klavier (2012)
- Sarband & Fadia El-Hage & Modern String Quartet The Arabian Passion According to J.S. Bach (Jaro 2009)
- Fever (2008)
- Watermusic (2004)
- Modern String Quartet vs. Charlie Mariano (2002)
- Four Composers (1996)
- KITE - MSQ with John Kaizan Neptune (1993)
- Four Brothers (1992)
- J. S. Bach: Kunst der Fuge, BWV 1080 (1994)
- MSQ plays Duke Ellington (1990)
- Jazz für Streichquartett (1988)
- Elephants and Strings (1986)